# Glauconycteris kenyacola
Glauconycteris kenyacola — вид ссавців родини лиликових. 

## Проживання, поведінка
Країна поширення: Кенія. Це може бути житель прибережного лісу.

## Загрози та охорона
Загрози для цього виду залишаються неясними. Поки не відомо, чи вид присутній у котрійсь з охоронних територій.